# Luján (ort)
Luján är en ort i Argentina.   Den ligger i provinsen San Luis, i den centrala delen av landet, 800 km väster om huvudstaden Buenos Aires. Luján ligger 616 meter över havet och antalet invånare är 1 896.
Terrängen runt Luján är kuperad åt sydost, men åt nordväst är den platt. Trakten runt Luján är nära nog obefolkad, med mindre än två invånare per kvadratkilometer.. Luján är det största samhället i trakten.
Trakten runt Luján består i huvudsak av gräsmarker.